# モンベッロ・ディ・トリーノ
モンベッロ・ディ・トリーノ（伊: Mombello di Torino）は、イタリア共和国ピエモンテ州トリノ県にある基礎自治体（コムーネ）。

## 地理

### 位置・広がり

#### 隣接コムーネ
隣接するコムーネは以下の通り。括弧内のATはアスティ県所属を示す。
- アリニャーノ
- モンクッコ・トリネーゼ (AT)
- モリオンド・トリネーゼ
- リーヴァ・プレッソ・キエーリ